# Slaget ved Spotsylvania Court House
Slaget ved Spotsylvania Court House var det andet slag i generalløjtnant Ulysses S. Grant's Overland kampagne i 1864 under den amerikanske borgerkrig. Den blev udkæmpet i området omkring Rapidanfloden og Rappahannockfloden i det centrale Virginia, et område hvor mere end 100.000 mænd faldt på begge sider mellem 1862 og 1864.
Slaget blev udkæmpet mellem den 8. maj og den 21. maj 1864, langs en 6,5 km lang skyttegravslinje. Army of Northern Virginia under General Robert E. Lee gjorde sit andet forsøg på at stoppe forårsoffensiven fra Unionshæren Army of the Potomac under kommando af generalløjtnant Grant og generalmajor George G. Meade. Det foregik mindre end en uge efter det uafgjorte slaget ved the Wilderness og stillede 52.000 konfødererede soldater op mod en Unionshær om 100.000 mand.

## Baggrund
Efter at Lee havde bremset Unionens fremrykning i the Wilderness, besluttede Grant at drage fordel af sin position og lade sin hær rykke rundt om Lees højre flanke og fortsætte med at rykke mod den konfødererede hovedstad Richmond. Han havde allerede tropper på vej om natten den 7. maj, blot en dag efter at slaget ved the Wilderness var sluttet, og den 8. maj sendte han generalmajor Gouverneur K. Warren og hans V Korps af sted for at tage Spotsylvania, 16 km mod sydøst. Lee havde forudset Grant's manøvre og sendte styrker af sted for at opfange ham: kavaleri under generalmajor J.E.B. Stuart og hans første korps under kommando af generalmajor Richard H. Anderson, som havde overtaget kommandoen efter generalløjtnant James Longstreet, som var blevet såret i slaget.

## Slaget
De konfødererede kom først til Spotsylvania og den 9. maj begyndte begge hære at tage stilling nord for den lille by. Da Unionsstyrker undersøgte den konfødererede forpostlinje den 9. maj, for at finde ud af hvor fjenden var placeret, blev kommandøren for Unionens VI Korps, generalmajor John Sedgwick, dræbt af en snigskytte. Han blev efterfulgt af generalmajor Horatio G. Wright. Lee placerede sine mænd i en skyttegravslinje, som strakte sig mere end 6,5 km med artilleri placeret, så det kunne beskyde enhver angriber i siden. Der var kun en større svaghed i Lee's linje, et udsat fremskudt område, som blev kendt som "Mule Shoe" (muldyrskoen), som strakte sig over 1½ km foran hovedlinjen. Lee gennemskuede denne svaghed under kampen den 10. maj, da 12 unionsregimenter under kommando af oberst Emory Upton fulgte op på et intenst artilleriangreb med at ramme ind i tåen på Mule Shoe langs en smal front. De gennembrød de konfødereredes linje, og Andet Korps havde meget svært ved at drive dem tilbage. Uptons angreb betød, at han på stedet blev forfremmet til brigadegeneral, og det blev lærebogseksemplet på, hvordan man gennembryder en fjendtlig skyttegravslinje. Tilsvarende taktik blev anvendt af Tyskland i Operation Michael, den succesfulde forårsoffensiv i 1918 under 1. verdenskrig. Andre Unionsangreb den 10. maj var knap så succesfulde, og dagen var generelt karakteriseret af ukoordinerede frontalangreb, som Grant impulsivt beordrede. Gentagne angreb var især uden resultat langs konføderationens venstre flanke, hvor det mange gange mislykkedes for general Warren at storme en position kaldet Laurel Hill.
Den 11. maj begyndte Grant at planlægge et nyt stort angreb på fremspringet ved Mule Shoe med den hensigt at bruge Upton's taktik i et helt korps. Lee tog Grants manglende aktivitet som tegn på, at Unionshæren var ved at gøre sig klar til at trække sig tilbage eller for at glide mod øst, og derfor svækkede han det kritiske område af Mule Shoe ved at trække sit artilleri tilbage. Grants angreb før daggry på Mule Shoe den 12. maj var i begyndelsen en komplet succes.
Det velkæmpende II Korps på 20.000 mand under kommando af generalmajor Winfield S. Hancock, ledte angrebet mod Mule Shoe på samme måde, som Upton havde angrebet den 10. maj. Denne gang var gennembruddet i den konfødererede linje komplet, dels på grund af det manglende artilleri, og dels fordi mange konfødererede soldater havde vådt krudt til deres riflede musketter som følge af et regnvejr den foregående aften, hvorfor deres våben ikke kunne affyres. Hancocks Korps tog næsten 4.000 fanger og ødelagde Edward Johnsons division i de konfødereredes Andet Korps. Både divisionskommandøren og en af hans brigadegeneraler blev fanget.
Derefter gik kampen i stå, dels fordi Grant ikke ordentligt havde forberedt en anden bølge, som kunne drage fordel af successen. Ivrig efter at fastholde momentum beordrede Grant støtteangreb fra Wrights VI Korps og fra IX Korps under generalmajor Ambrose E. Burnside, men angrebene var ikke velkoordinerede og momentum udeblev. Lee kunne også flytte tusinder af tropper og lukke hullet, mest bemærkelsesværdigt gennem et modangreb fra brigadegeneral John Brown Gordon's division, og fik også meget hjælp fra det dygtige lederskab af brigadegeneral Stephen Dodson Ramseur.
På grund af alvoren i krisen følte Lee sig tvunget til personligt at føre soldater i modangrebet. Hans mænd erkendte den fare, det ville udsætte ham for, og nægtede at rykke frem, før Lee havde flyttet sig til en mere sikker position bagude. De adskillige: "Lee to the rear" episoder blev senere berømte og var et tydeligt eksempel på det personlige bånd, som Lees tropper følte til ham. Slaget i Mule Shoe varede hele dagen og aftenen, mens konføderationen langsomt vandt det meste af den grund tilbage, som de havde tabt og påførte II Korps og VI Korps, som forstærkede det, store tab. Kampene var kendetegnet ved en intensitet i ildkraft, som aldrig tidligere var oplevet i borgerkrigen, da store dele af landskabet var helt fladt og alt løv ødelagt. Begge sider kæmpede frem og tilbage over de samme ligstrøede skyttegrave i kampe mand-mod-mand, og der var mange beskrivelser af slagmarken som et morads af lig, som lå så højt at sårede, som lå nederst blev trykket ned i mudderet, hvor de druknede. Vinklen mellem Unionens II Korps og VI Korps blev kendt som "Bloody Angle of Spotsylvania", og her foregik måske noget af den mest voldsomme kamp i hele borgerkrigen.
Klokken 3 om morgenen den 13. maj havde de ødelagte rester af Lees Andet Korps afsluttet bygning af en ny linje ved bunden af Mule Shoe fremspringet, som blev overladt til Unionens styrker uden kamp. Den 18. maj sendte Grant to af sine korps frem for at angribe den nye linje, men de blev slået tilbage. Det overbeviste Grant, som ellers havde svoret at kæmpe til den bitre ende, om det så skulle vare hele sommeren, om at Lees mænd ikke kunne fjernes fra deres linje ved Spotsylvania.
Grant som således var blevet bremset af Lee for anden gang, svarede på samme måde som to uger tidligere. Han flyttede vægten af sin hær over mod højre flanke og rykkede mod sydøst langs veje, som Lee ikke kunne blokere. Den 20.-21. maj var de to hære på vej til positioner langs North Anna floden, 20 km nærmere på Richmond.

## Efterspil
Igen havde Lees taktik givet Grants hær store tab. Denne gang var tallet over 18.000, hvoraf næsten 3.000 blev dræbt. I løbet af to uger havde Grant mistet 35.000 mand, og yderligere 20.000 tog hjem, da deres tjenestetid udløb. Rent faktisk havde Grant på et vist tidspunkt ved North Anna under 65.000 tropper; men Lee kom heller ikke uskadt ud af disse slag. Ved Spotsylvania mistede han yderligere 10-13.000 mand, og de konfødererede måtte fjerne tropper fra andre fronter for at forstærke ham. Hvad der gjorde tingene værre var, at hæren led store tab blandt sine veteranenheder og bedste officerer. Det kan have reddet Grant fra en katastrofe ved North Anna, da hans decimerede hær var dårligt placeret og moden til at blive angrebet. Lee angreb aldrig, for Army of Northern Virginia kunne ikke. Rent faktisk blev Lees hær aldrig igen i stand til at tage initiativet, som det mistede i løbet af disse to uger af maj 1864.
Estimaterne varierer over hvor store tabene var ved Spotsylvania Court House. Den følgende tabel samler vurderingerne fra en række kilder:
| Kilde                             | Unionen | Unionen | Unionen         | Unionen   | Konføderationen | Konføderationen | Konføderationen | Konføderationen |
| Kilde                             | Dræbte  | Sårede  | Fangne/ Savnede | Total     | Dræbte          | Sårede          | Fangne/ Savnede | Total           |
| --------------------------------- | ------- | ------- | --------------- | --------- | --------------- | --------------- | --------------- | --------------- |
| National Park Service             |         |         |                 | 18.000    |                 |                 |                 | 12.000          |
| Bonekemper, Victor, Not a Butcher | 2.725   | 13.416  | 2.258           | 18.399    | 1.467           | 6.235           | 5.719           | 13.421          |
| Eicher, Longest Night             |         |         |                 | 17.500    |                 |                 |                 | 10.000          |
| Esposito, West Point Atlas        |         |         |                 | 17–18.000 |                 |                 |                 | 9–10.000        |
| Fox, Regimental Losses            | 2.725   | 13.416  | 2.258           | 18.399    |                 |                 |                 |                 |
| Smith, Grant                      | 2.271   | 9.360   | 1.970           | 13.601    |                 |                 |                 |                 |

Dele af slagmarken ved Spotsylvania Court House battlefield er nu bevaret som en del af Fredericksburg and Spotsylvania National Military Park.

## Eksterne links
- National Park Service hjemmeside for slaget
- Animeret historie af Overland kampagnen herunder slaget ved Spotsylvania Court House Arkiveret 30. april 2008 hos  Wayback Machine
- West Point Atlas kort over Overland kampagnen Arkiveret 11. oktober 2006 hos  Wayback Machine